# 우치다 유야

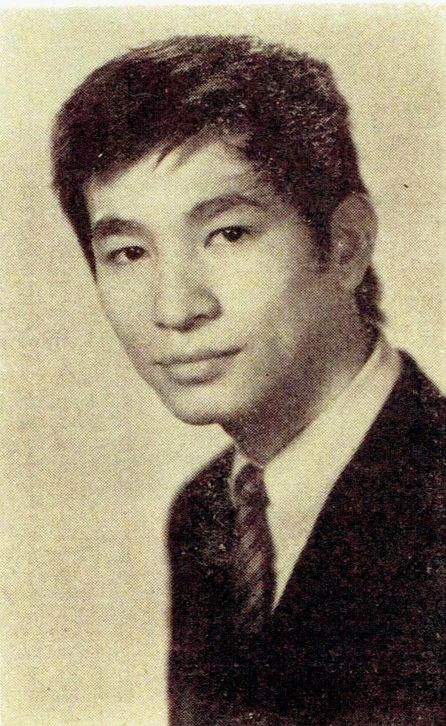

우치다 유야(内田 雄也, 1939년 11월 17일 ~ 2019년 3월 17일)는 일본의 가수, 배우, 각본가, 음악가, 음악 프로듀서, 작사가, 정치인이다.
니시노미야시에서 태어났으며 도쿄에서 폐렴으로 사망하였다.

## 영화
- 감각의 제국 2 - 사다의 사랑 (2008년) - 전 교장, 오오미야 고로 역
- 탐정스토리 (2007년)
- 공각기동대 S.A.C - Solid State Society (2006년)
- 이조 (2004년)
- 아카메 48 폭포 자살미수 (2003년)
- 블랙 레인 (1989년) - 나시다 역
- 코믹 잡지 따위는 필요없어 (1986년)
- 전장의 크리스마스 (1983년)
- 10층의 모기 (1983년)
- 물이 없는 풀장 (1982년)
- 소녀 창부 - 짐승의 길 (1980년)
- 불연속살인사건 (1977년)